# Zbigniew Kowalewski (malarz)
Zbigniew Kowalewski (ur. 1914 w Nowym Saczu, zm. 2000) – polski malarz, profesor Akademii Sztuk Pięknych w Krakowie.
Studiował na Wydziale Malarstwa Akademii Sztuk Pięknych w Krakowie. W l. 1967-1980 r. prowadził pracownię malarstwa na Wydziale Grafiki. Artysta uprawiał malarstwo o delikatnej kolorystyce, na pograniczu abstrakcji i figuracji. Został też odznaczony Krzyżem Kawalerskim Orderu Odrodzeniu Polski.